# Jolly Jumper
Jolly Jumper là chú ngựa hư cấu trong bộ truyện tranh Lucky Luke, được viết bởi họa sĩ người Bỉ Morris. Jolly Jumper được miêu tả là "chú ngựa thông minh nhất thế giới" và có khả năng chơi cờ vua và biểu diễn đi dây thăng bằng, Jolly Jumper đồng hành cùng chủ của chú trên chuyến du hành xuyên qua miền viễn Tây, đưa ra những lời châm biếm với độc giả.

Diện mạo đầu tiên của Lucky Luke và Jolly Jumper trong Arizona 1880 (1946)

## Lịch sử phát hành
Jolly Jumper xuất hiện lần đầu tiên cùng với Lucky Luke trong tập truyện Arizona 1880, xuất bản trong số báo Almanach của tạp chí truyện tranh Le Journal de Spirou vào ngày 7 tháng 12 năm 1946.

## Nhân vật

Jolly Jumper và Lucky Luke trên bìa tập truyện Sous le ciel de l'ouest (1952)

Jolly Jumper là chú ngựa màu trắng với đốm nâu trên thân bên trái, bờm và đuôi màu vàng. Chú ta không thích chó, như trong tập Sur la piste des Daltons, chú liên tục đưa ra những lời phê bình tầm thường đối với chú chó canh ngục ngốc nghếch Rantanplan. Nhân vật nhân hóa đặc biệt thông minh này rất tháo vát trong các cuộc phiêu lưu và trong những cơn khủng hoảng, và cực kì lém lỉnh như trong tập Le Bandit Manchot, Jolly Jumper đã thắng Lucky Luke trong trò chơi đổ xí ngầu, kết quả là Lucky Luke phải cõng chú thay vì chú để anh ta cưỡi lên người. Jolly Jumper đôi khi còn có biệt tài chạy nhanh hơn bóng của mình.